# Magazine (EP)
Pour les articles homonymes, voir Magazine (homonymie).
Albums de Ailee
A's Doll House
(2013) Vivid
(2015)
Singles
1. Don't Touch Me
Sortie : 25 septembre 2014

Magazine est le troisième mini-album de la chanteuse américano-sud-coréenne Ailee. Il est sorti le 25 septembre 2014 sous YMC Entertainment et Neowiz Internet. Le titre "Don't Touch Me" a été utilisé pour les promotions de l'album.

## Promotions
Ailee commence les promotions pour l'album avec "Don't Touch Me" le 25 septembre au M! Countdown de Mnet.

## Liste des titres
| 1.    | Don't Touch Me (손대지마; Sondaejima)                         | Min Yun-jae, Jakops, Ailee | Kim Do Hoon, Seo Jae-woo | 3:25 |
| 2.    | Crazy (미치지 않고서야; Michiji Ankoseoya) (avec Dynamic Duo) | Gaeko, Choiza              | Gaeko, 이병호            | 3:42 |
| 3.    | Goodbye Now (이제는 안녕; Ijeneun Annyeong)                   | Ailee, Jakops              | Jakops                   | 3:38 |
| 4.    | Sudden Illness (문득병; Mundeukbyeong)                        | Ailee, Jakops              | Jakops                   | 2:59 |
| 5.    | Teardrop                                                      | Ailee                      | 귓방망이, Jakops         | 3:59 |
| 6.    | Don't Touch Me (Instrumental)                                 |                            | Kim Do Hoon, Seo Jae-woo | 3:25 |
| 17:43 |                                                               |                            |                          |      |

## Classement
| Classement                | Meilleure position |
| ------------------------- | ------------------ |
| Gaon Weekly albums chart  | 6                  |
| Gaon Monthly albums chart | 22                 |

### Ventes et certifications
| Classement          | Quantité      |
| ------------------- | ------------- |
| Gaon physical sales | Plus de 5 495 |

## Historique de sortie
| Pays         | Date              | Format               | Label                     |
| ------------ | ----------------- | -------------------- | ------------------------- |
| Monde entier | 25 septembre 2014 | Téléchargement légal | YMC Entertainment         |
| Corée du Sud | 29 septembre 2014 | CD                   | YMC Entertainment, Neowiz |